# Паю-Мендіш
Па́ю-Ме́ндіш (порт. Paio Mendes; МФА: [ˈpaj.u ˈmẽ.dɨʃ]) — колишня парафія в Португалії, в муніципалітеті Феррейра-ду-Зезере. Перебувала у складі округу Сантарен.   За старим адміністративним поділом, що був чинним до 1976 року, територія парафії належала провінції Рібатежу.  Ліквідована 28 січня 2013 року. Увійшла до складу парафії Носса-Сеньора-ду-Пранту. Площа парафії — 8,58 км², населення — 495 ос. (2011), густота населення — 57,69 осіб/км²
. Патрон — святий Вікентій. Поштовий індекс — 2240-514. Код  — 141108.

## Назва
- Па́йо-Ме́ндес (ст.-порт. Paio Mendes) — старопортугальська назва.
- Па́ю-Ме́ндіш (порт. Paio Mendes) — сучасна португальська назва.
- Са́н-Вінсе́нте-де-Па́йо-Ме́ндес (порт. São Vicente de Paio Mendes) — стара назва парафії.

## Історія
Паю-Мендіш було засноване в ХІІІ столітті Пайо Мендішем, лицарем Ордену тампілієрів, від імені якого походить поселення. Воно входило до округи Керашського замку.
До 1311 року Паю-Мендіш підпорядковувалося тампілієрам, а 1319 року перейшло під юрисдикцію Ордену Христа, що став їхнім спадкоємцем на португальських теренах.
Після розпуску релігійних організацій і секуляризації їхнього майна в 1834 році поселення перейшло до держави, увійшло до складу муніципалітету Дорніш як парафія.
6 листопада 1836 року парафія Паю-Мендіш увійшла до складу муніципалітету Феррейра-ду-Зезере.
28 січня 2013 року парафії Паю-Мендіш і Дорніш були об'єднана у парафію Носса-Сеньора-ду-Пранту.

## Населення
| Кількість мешканців | Кількість мешканців | Кількість мешканців | Кількість мешканців | Кількість мешканців | Кількість мешканців | Кількість мешканців | Кількість мешканців | Кількість мешканців | Кількість мешканців | Кількість мешканців | Кількість мешканців | Кількість мешканців | Кількість мешканців | Кількість мешканців |
| ------------------- | ------------------- | ------------------- | ------------------- | ------------------- | ------------------- | ------------------- | ------------------- | ------------------- | ------------------- | ------------------- | ------------------- | ------------------- | ------------------- | ------------------- |
| 1864                | 1878                | 1890                | 1900                | 1911                | 1920                | 1930                | 1940                | 1950                | 1960                | 1970                | 1981                | 1991                | 2001                | 2011                |
| 670                 | 759                 | 779                 | 852                 | 893                 | 834                 | 875                 | 913                 | 1 029               | 919                 | 729                 | 659                 | 564                 | 547                 | 495                 |